# Gare de Chemin d'Antony
Ne doit pas être confondu avec Gare d'Antony.
Pour les articles homonymes, voir Antony (homonymie).
La gare de Chemin d'Antony est une gare ferroviaire française de la ligne de Choisy-le-Roi à Massy - Verrières, située sur le territoire de la commune d'Antony (département des Hauts-de-Seine).
C'est une gare de la Société nationale des chemins de fer français (SNCF) desservie par les trains de la ligne C du RER.

## Situation ferroviaire

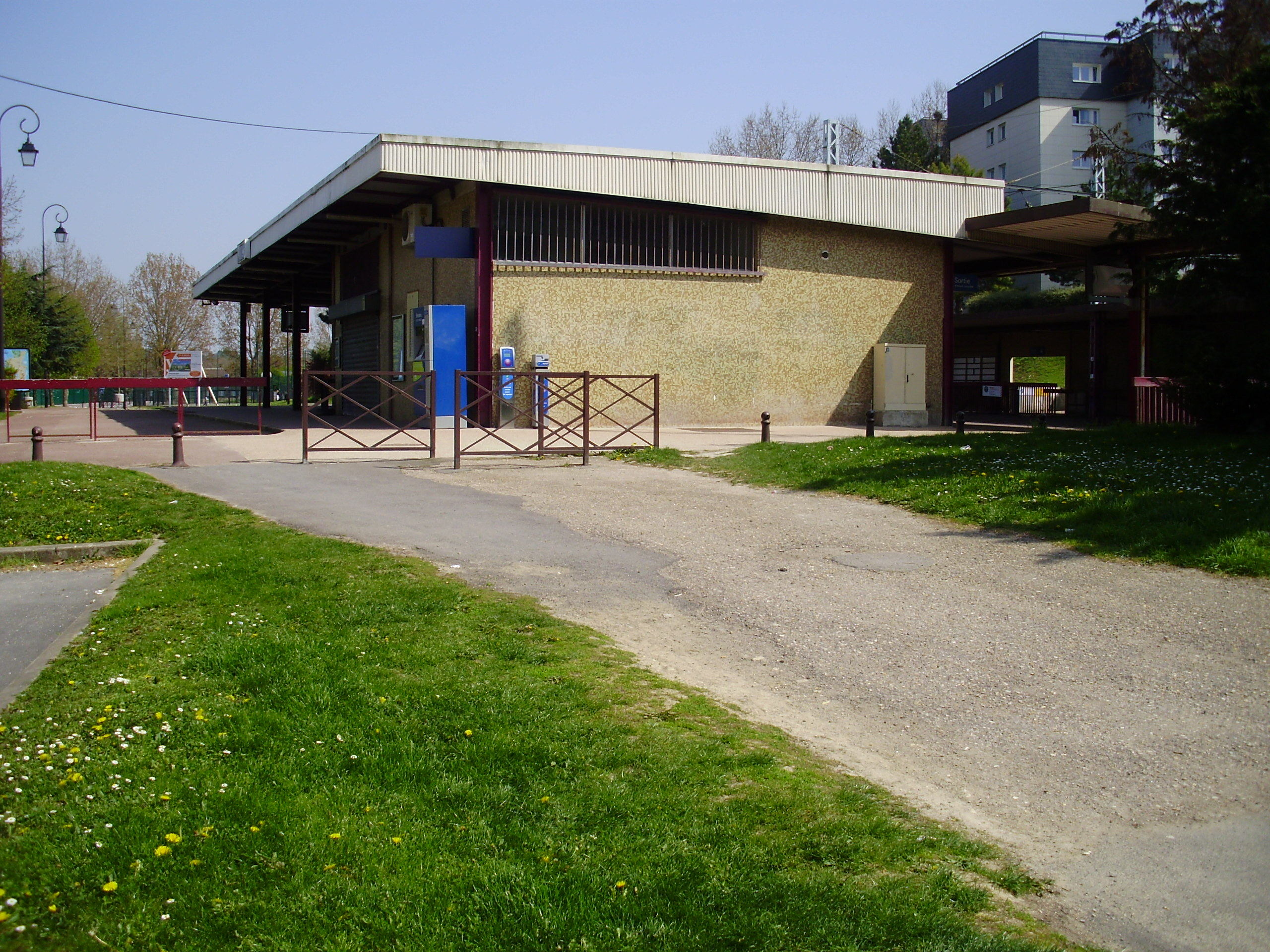
Bâtiment de la gare.

La gare, située au point kilométrique (PK) 21,268 de la ligne de Choisy-le-Roi à Massy - Verrières (surnommée Grande Ceinture stratégique), est desservie par les trains de la ligne C du RER, à raison d'un train toutes les demi-heures.

## Histoire
Située à Antony, la gare se situe sur la ligne de Choisy-le-Roi à Massy - Verrières (dite Ligne de Grande ceinture stratégique car réclamée par l'Armée), ouverte au trafic des voyageurs le 18 octobre 1886. Cette ligne ferme le 15 mai 1939.
Le 25 septembre 1977, elle rouvre aux voyageurs entre Pont de Rungis et Massy - Palaiseau.
En 2022, la SNCF estime la fréquentation annuelle de la gare à 330 557 voyageurs.

## Intermodalité
La gare est desservie à distance par les lignes 197 et 297 du réseau de bus RATP ainsi que par les lignes 401 et 402 du réseau de bus de la Bièvre et la ligne 3 du réseau de bus Vallée Sud Bus à l'arrêt Lycée Descartes.

## Projets
Une nouvelle station de la ligne Orlyval est proposée par les collectivités locales du secteur, à proximité de la gare, afin d'assurer l'utilité et la pérennité de cette ligne de métro léger.

## Galerie de photographies

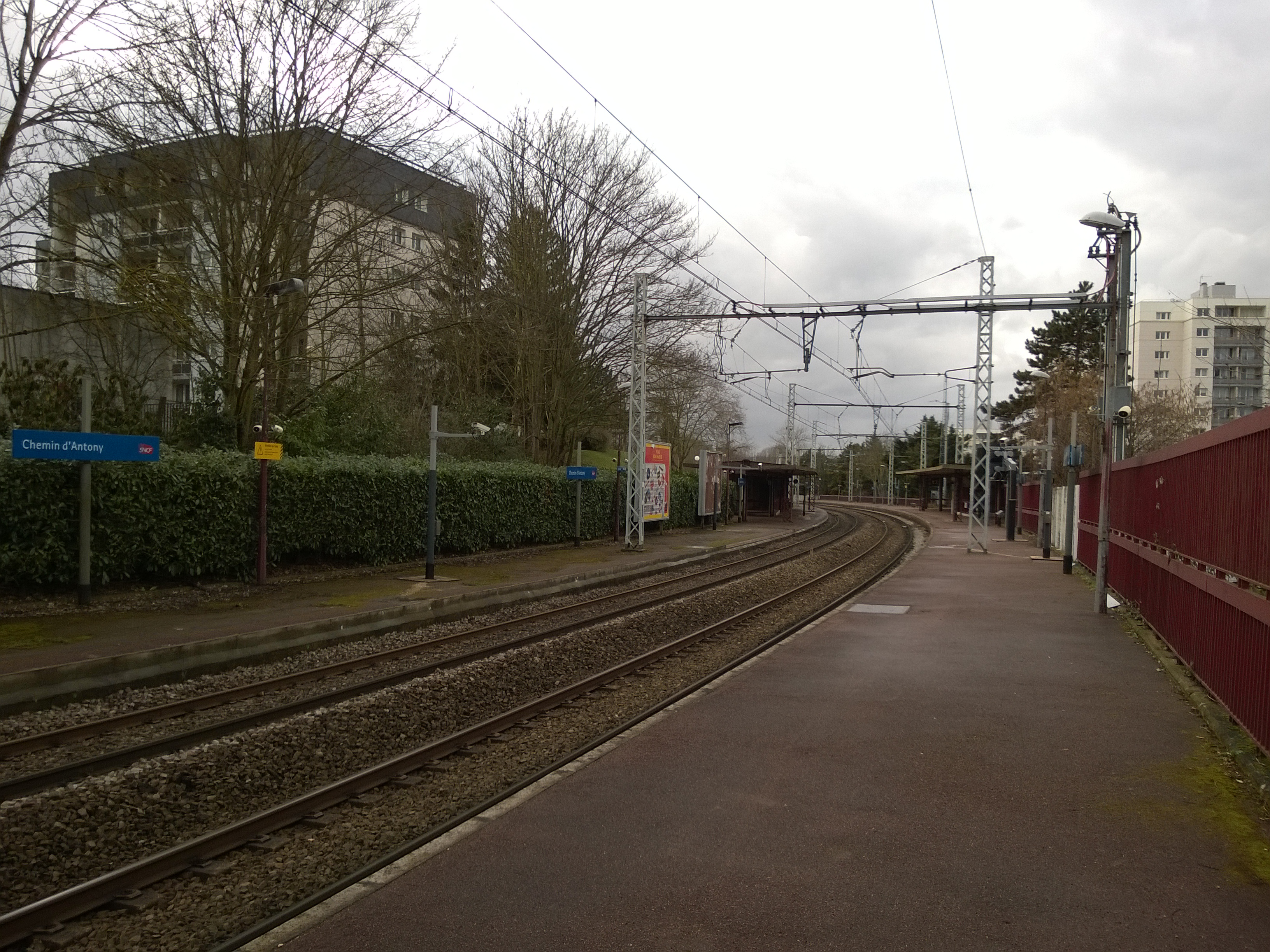
Quai pour la direction de Choisy-le-Roi et Paris (vue vers Massy - Verrières).
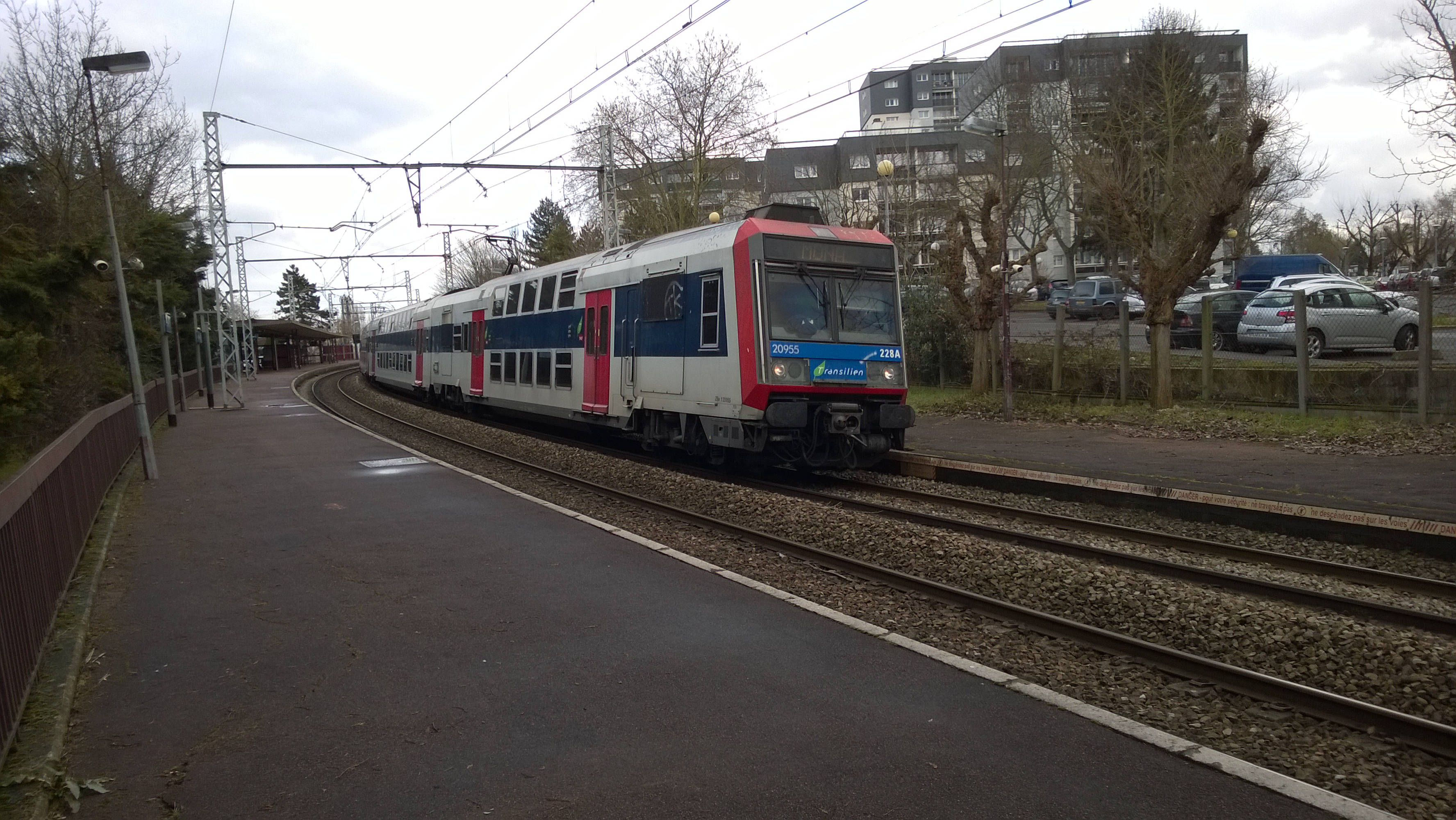
Rame Z 20900 sur la voie 1.
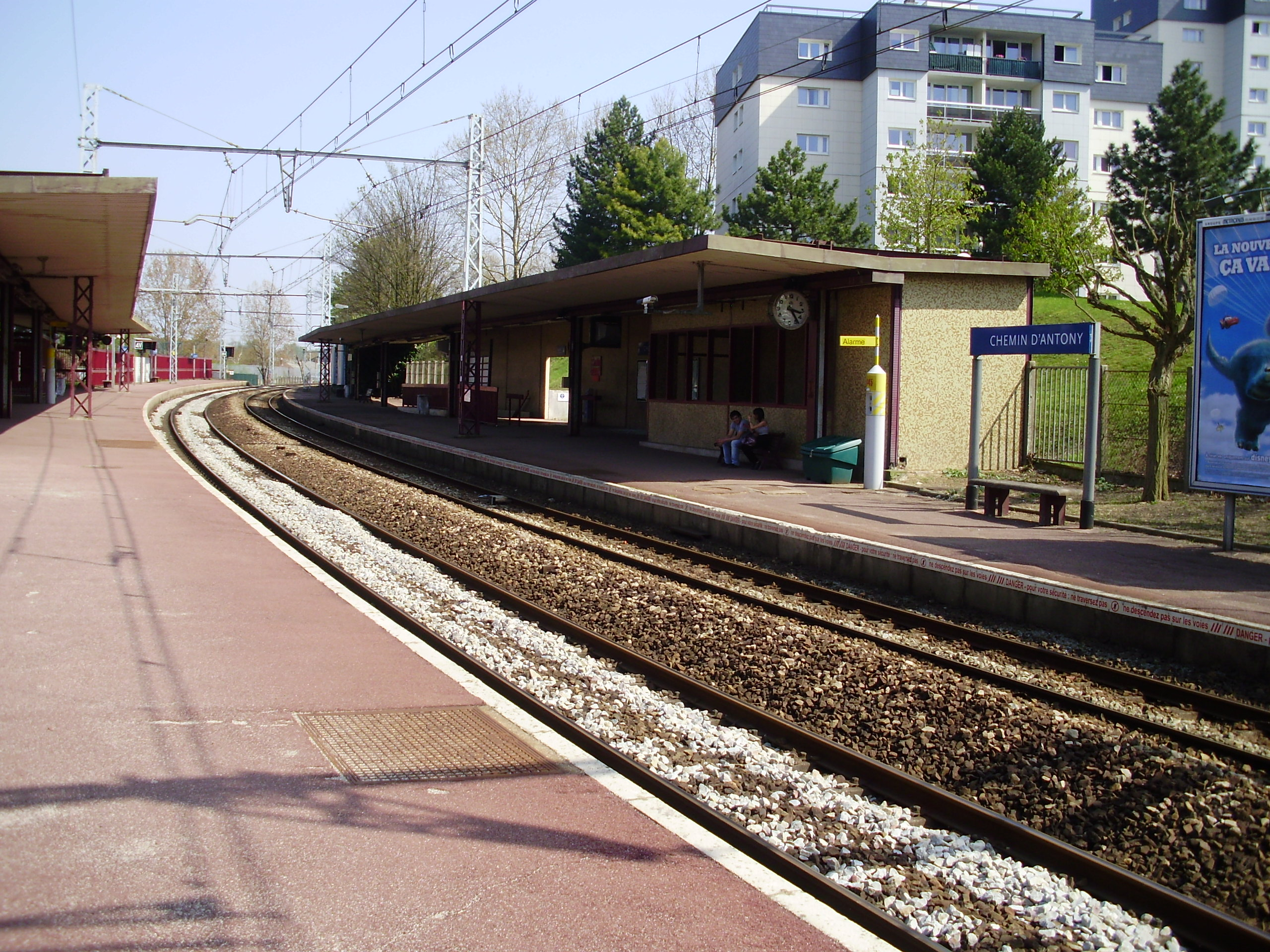
Vue sur le quai 1 (direction Massy-Palaiseau) de la gare.
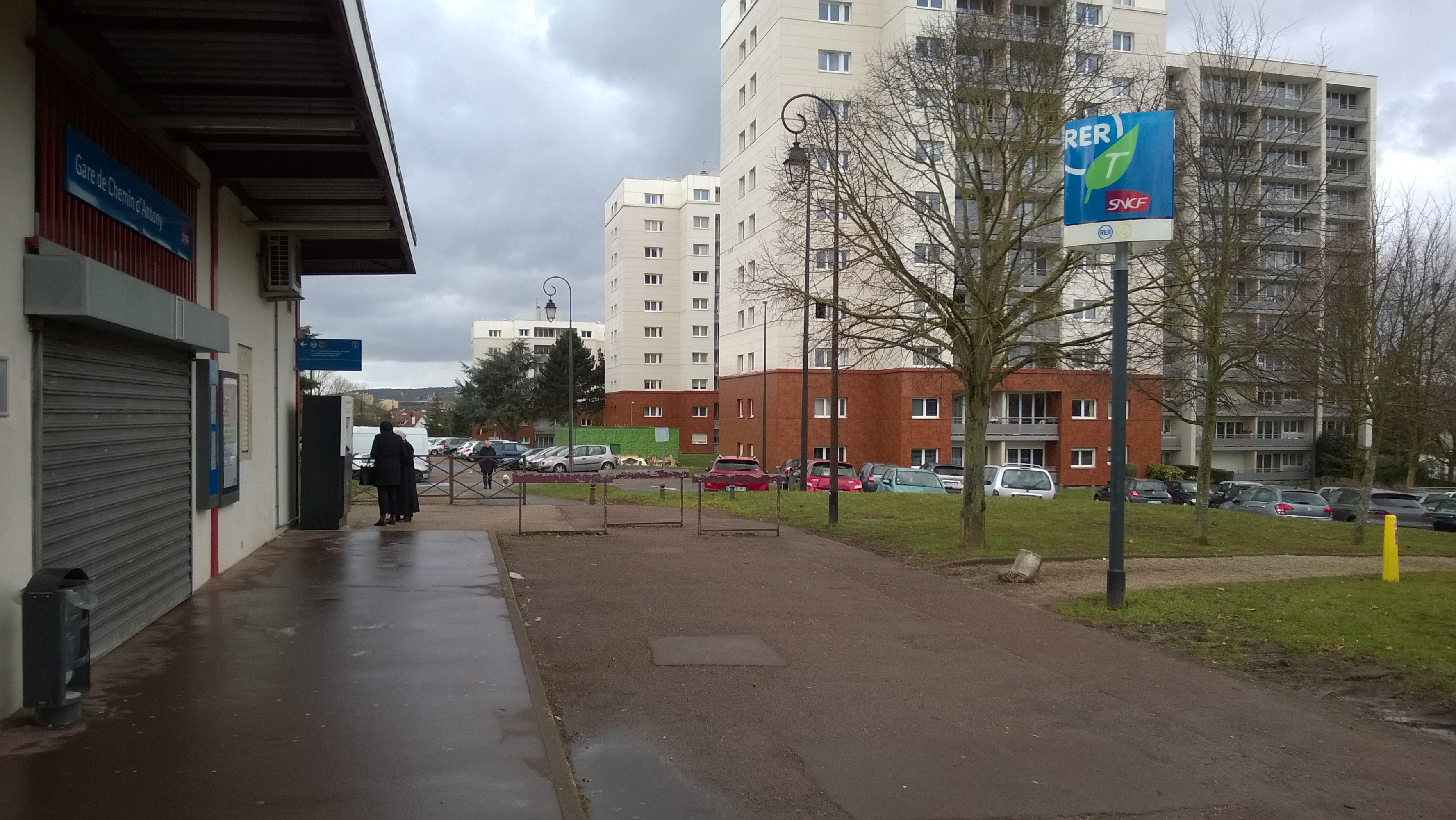
Extérieur de la gare, côté Rue Lavoisier.
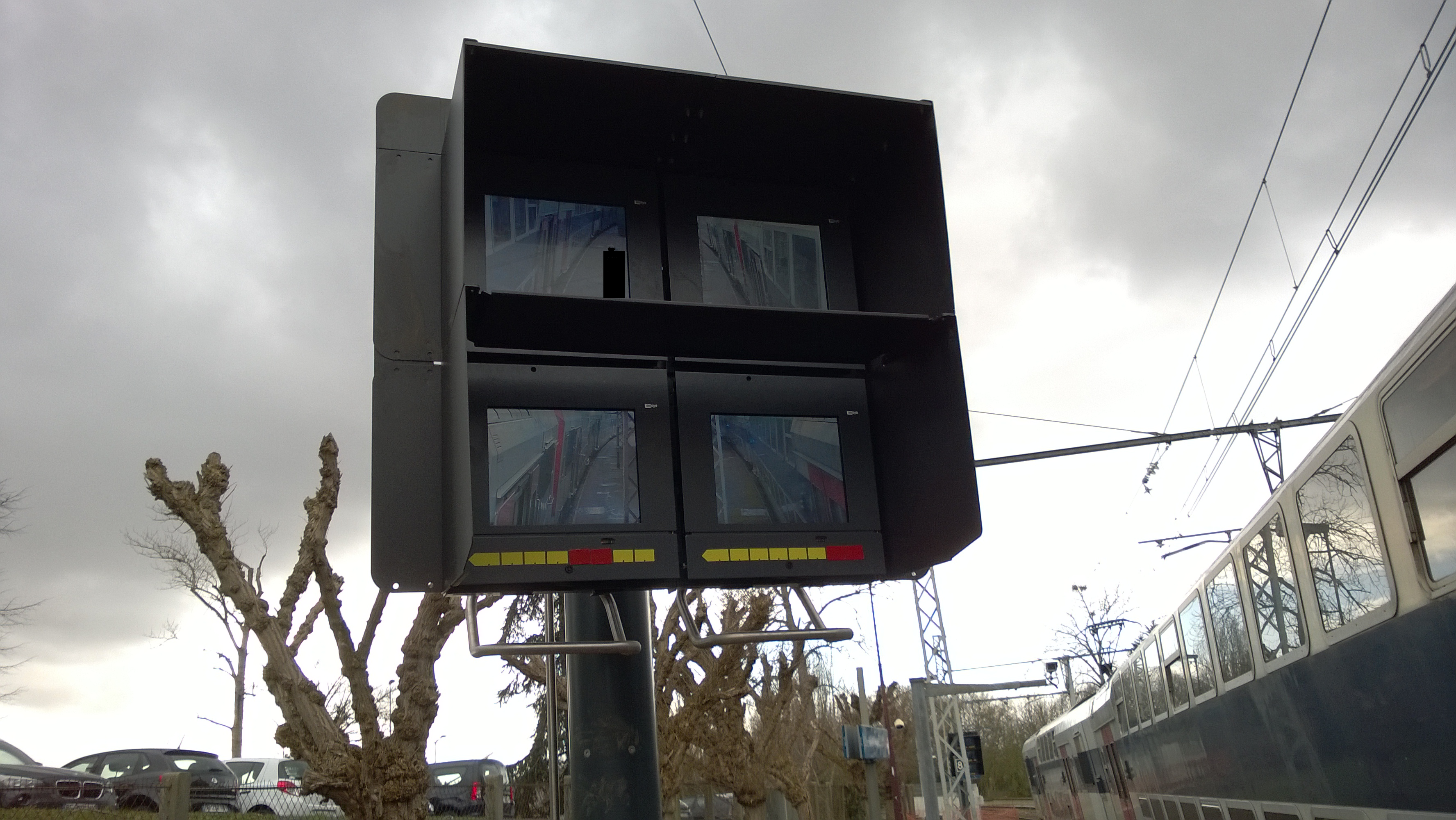
Écran de contrôle.